# Биркет, Норман, 1-й барон Биркетт
Уильям Норман Биркетт, 1-й барон Биркетт (англ. William Norman Birkett, 1st Baron Birkett; 6 сентября 1883, Улверстон, Саут-Лейкленд — 10 февраля 1962, Лондон) — британский юрист, судья; выпускник кембриджского Эммануил-колледжа (1910); завершил юридическое образование в годы Первой мировой войны; член Либеральной партии и депутат в Парламенте Великобритании от Восточного Ноттингема (1923, 1929). Судья в Высоком суде Англии и Уэльса с 1941 года. Являлся вторым британским судьей во время Нюрнбергского процесса (1945—1946).

## Работы
- Six great advocates, Baltimore, Md. : Penguin Books, 1961.